# Флюозол-ДА
Флюозол-ДА (англ. Fluosol-DA) — плазмозамінна рідина з газотранспортними властивостями, розроблена в Японії.
Широкому загалу подібні препарати більш відомі як «блакитна кров» або штучна кров.
Основне застосування подібних препаратів у медицині, це забезпечення організму людини киснем при різноманітних захворюваннях і операціях, де необхідна донорська кров.

## Історія винайдення
Наприкінці 70-их років, фірма «Green Cross Corporation» (Японія) випустила на ринок емульговану суміш ПФД (перфтордекалін — 70 %) і ПФТПА (перфтортрипропіламін — 30 %) під комерційною назвою Fluosol-DA 20 %. Ця рідина тимчасово розв'язувала проблему створення плазмозамінника з газотранспортними властивостями, доки не буде знайдено перфторвуглець, який давав би стабільні емульсії і швидко виводився б з організму. Один із розробників Флюозол-ДА, професор Naito R. першим випробував препарат на собі.
Цей перший японський препарат, застосовувався в клініці з 1978 року, але він мав ряд недоліків:
- полідисперсний характер часток емульсії по розміру. Занадто великі краплини емульсії викликали закупорювання судин;
- високу реактогенність (викликали реакцію імунної системи);
- низьку стабільність емульсії при зберіганні, і не можливість повної стерилізації.

Через вищезгадані недоліки це дослідження на той час зайшло в глухий кут. Ситуація по створенню «штучної крові» на основі перфторвуглю змінилася після винайдення працівниками Інституту біофізики АН СРСР під керівництвом професора Білоярцев, препарату Перфторан, який не мав таких проблем у застосуванні, і став відомий широкому загалу у 1982 році. Препарат обмежено застосовується у клінічній практиці в сучасній медицині.
Так як патент на Перфторан було викуплено японською компанією, Флюозол зазнав відродження після цієї події.
В 1994 році виведений з масового використання.